# Chinesisch-Sowjetischer Vertrag über Freundschaft, Bündnis und gegenseitige Hilfe

Propagandaposter zur Beschwörung der chinesisch-sowjetischen Freundschaft von 1951

Der Chinesisch-Sowjetische Vertrag über Freundschaft, Bündnis und gegenseitige Hilfe (Russisch: Советско-китайский договор о дружбе, союзе и взаимной помощи Sowetsko-kitaiski dogowor o druschbe, sojuse i wsaimnoi pomoschtschi; vereinfachtes Chinesisch: 中苏友好同盟互助条约; traditionelles Chinesisch: 中蘇友好同盟互助條約; Pinyin: Zhōng-Sū Yǒuhǎo Tóngméng Hùzhù Tiáoyuè) wurde am 14. Februar 1950 zwischen der neugegründeten Volksrepublik China und der Sowjetunion geschlossen und ersetzte den Chinesisch-Sowjetischen Freundschafts- und Bündnisvertrag vom 14. August 1945, der noch von der Regierung Nationalchinas geschlossen worden war.
Der Vertrag entstand vor dem Hintergrund des Sieges der Kommunisten im Chinesischen Bürgerkrieg und des beginnenden Kalten Krieges. Mao Zedong hatte sich in den Anfangsjahren der Volksrepublik der 1947 von Andrei Alexandrowitsch Schdanow proklamierten Zwei-Lager-Theorie angeschlossen, wonach es keinen dritten Weg zwischen Sozialismus und Imperialismus gebe, und verfolgte seit 1949 die außenpolitische Linie des „Lehnens auf eine Seite“ (die sozialistische). Er legte die Grundlage für eine Periode der chinesisch-sowjetischen wirtschaftlichen und Sicherheits-Zusammenarbeit, die aber schon in den späteren 1950er Jahren durch zunehmende Spannungen getrübt wurde, was schließlich zum chinesisch-sowjetischen Zerwürfnis führte.

## Entstehung
Aus Sicht der Sowjetunion bildete China, wie auch der gesamte ostasiatische Raum, ein bedeutendes Gegengewicht zur ökonomischen und militärischen Macht der westlichen Welt, geführt von den Vereinigten Staaten. Direkt nach dem Ende des Zweiten Weltkriegs, der in ganz Ostasien erhebliche Folgen hinterlassen hatte, trat der Chinesische Bürgerkrieg in seine entscheidende Phase. Die beiden wichtigsten Siegermächte USA und UdSSR betrachteten die Länder Asiens als Einflussgebiete, die es auf die jeweils eigene Seite zu ziehen galt, nachdem ab 1947 eine „Blockkonfrontation“ absehbar war.
Die 1949 siegreichen chinesischen Kommunisten benötigten dringend wirtschaftliche Unterstützung, um das seit Jahrzehnten von Kriegen betroffene Land wiederaufzubauen. Obwohl es auf chinesischer Seite Vorbehalte gegen eine zu eindeutige Positionierung in dem Konflikt der Supermächte gab, überwogen diese Gründe letztlich. Mao gab in seiner im Sommer 1949 veröffentlichten Rede Über die volksdemokratische Diktatur (vereinfachtes Chinesisch: 论人民民主专政; traditionelles Chinesisch: 論人民民主專政) eine Begründung ab:

„Auf dem Zaun zu sitzen, wird nicht ausreichen, und einen dritten Weg gibt es nicht.“

Aus Gründen der ideologischen Nähe war man eher bereit, sich enger an die Sowjetunion als an die USA zu binden, obwohl Mao Wert darauf legte, dass eine solche Bindung gute Beziehungen zur anderen Seite nicht ausschloss.
Für die Sowjetunion bot sich die Gelegenheit, das bevölkerungsreichste Land Ostasiens auf seine Seite zu bringen sowie die Einheit der beiden größten kommunistischen Parteien zu demonstrieren.

## Verlauf der Verhandlungen

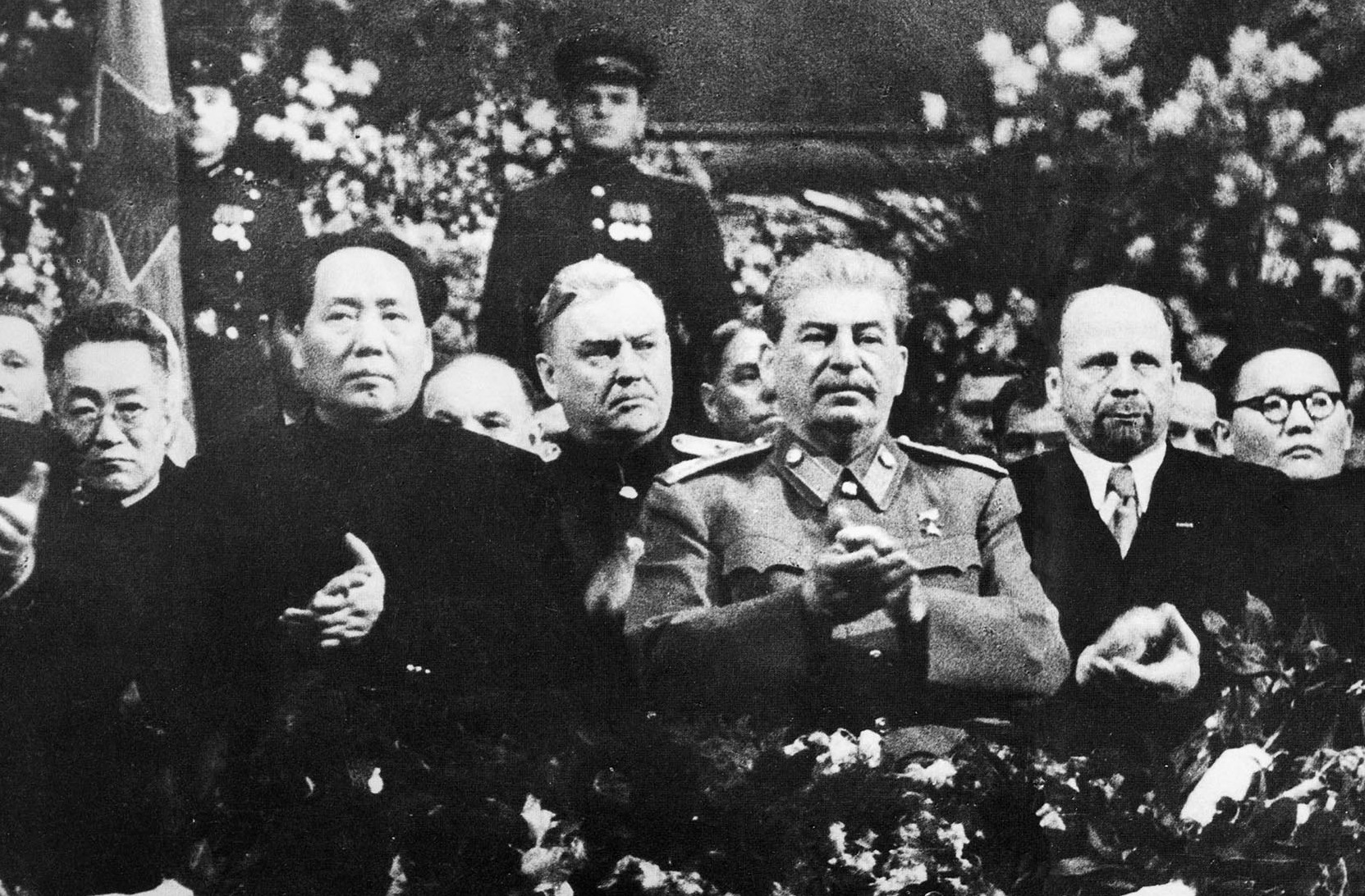
Mao und Stalin in Moskau anlässlich von Stalins 71. Geburtstag, Dezember 1949

Am 6. Dezember 1949 trat Mao seine Zugreise nach Moskau an, begleitet von seinem persönlichen Chefsekretär Chen Boda und weiteren engen Mitarbeitern. Am 16. Dezember traf er erstmals im Moskauer Kreml mit Josef Stalin zusammen. Für die chinesische Seite war die Frage des Abschlusses eines neuen Vertrages, der den seit 1945 bestehenden Vertrag mit Nationalchina praktisch ersetzen würde, besonders wichtig. Diese Frage hatte schon Liu Shaoqi im Sommer 1949 angesprochen. Stalin argumentierte demgegenüber, der damalige Vertrag sei das Resultat der Vereinbarungen der alliierten Konferenz von Jalta 1945 gewesen und man dürfe den Westalliierten nicht die Gelegenheit geben, ihre dort getroffenen Zusagen gegenüber der Sowjetunion bezüglich der Kurilen, Sachalins und Port Arthurs zu widerrufen. Man könne aber über Änderungen, wenn nicht im Buchstaben, dann in der Praxis des Vertrages nachdenken, insbesondere würde die Sowjetunion auf die Stationierung von Truppen in Port Arthur verzichten, wenn dies die chinesische Seite zufriedenstellen würde. Mao deutete an, dass er die Legalität der Vereinbarungen von Jalta bezüglich Chinas in Frage stellte, und dass aufgrund der zwischenzeitlichen Niederlage der Nationalchinesen in den Augen der chinesischen Öffentlichkeit der Vertrag von 1945 ohnehin seine Bedeutung verloren habe.
Eine weitere für Mao bedeutsame Frage war die der direkten sowjetischen Unterstützung für die Invasion der Insel Taiwan, des wichtigsten Rückzugsorts der Nationalrevolutionären Armee. Stalin meinte dazu, man dürfe den USA keine Ausrede liefern, selbst militärisch zu intervenieren. Darüber drohte es zu einem Abbruch der Verhandlungen zu kommen und beide Seiten kamen schließlich überein, Gerüchten über eine mögliche Verhaftung Maos mit einer gemeinsamen Pressekonferenz den Boden zu entziehen.
Erst am 2. Januar 1950 stimmte Stalin der Fortsetzung der Verhandlungen zu. Mao präsentierte dabei drei alternative Vorschläge:
- Unterzeichnung eines neuen Vertrages
- eine Verlautbarung der vertragschließenden Parteien, dass eine Übereinkunft bezüglich bestimmter Fragen des früheren Vertrages erreicht worden sei
- Unterzeichnung einer Freundschaftserklärung ohne die Notwendigkeit eines neuen Vertrages

Maos Präferenz hierzu war sicherlich die erste der genannten Optionen. Die sowjetische Seite stimmte zu, den chinesischen Premierminister Zhou Enlai zu den weiteren Beratungsrunden hinzuzuziehen.
Zhou traf am 20. Januar an der Spitze einer größeren Delegation in Moskau ein. Nach einigen Vorbereitungen begannen die erneuten Verhandlungen am Abend des 22. Januar. Auf sowjetischer Seite nahmen neben Stalin Wjatscheslaw Molotow, Georgi Malenkow, Anastas Mikojan, Andrei Wyschinski und Nikolai Fedorenko teil, auf chinesischer Seite neben Mao und Zhou Li Fuchun, Wang Jiaxiang, Chen Boda und Shi Zhe. Beide Seiten stimmten überein, dass der Vertrag vom 14. August 1945 durch einen neuen ersetzt werden müsse. Man war sich ferner über den sowjetischen Truppenabzug aus Port Arthur einig. Über die Frage der Changchun-Eisenbahn fand man keine vollständige Einigung. Stalin stimmte zwar zu, die Dauer der Vereinbarung von 1945 zu reduzieren, wies aber weitergehende Forderungen der chinesischen Seite zurück.
Ein erster Vertragsentwurf wurde von der sowjetischen Seite am folgenden Tag überreicht. Zhou arbeitete daraufhin einen eigenen Entwurf aus. Der finale Vertrag umfasste eine allgemeine Vereinbarung mit folgende Punkten:
- Zusammenarbeit bei der Verhinderung einer externen Aggression im Sinne der kollektiven Sicherheit
- Zusammenarbeit mit den anderen Alliierten bezüglich eines Friedensvertrags mit Japan
- Nichtbeteiligung an gegen die Gegenseite gerichteten Bündnissen und Allianzen
- Gegenseitige Konsultation in wichtigen Fragen
- Unterstützung der Prinzipien der Gleichberechtigung, Wahrung gemeinsamer Interessen, Respekt vor Souveränität und territorialer Integrität und der Nichteinmischung in innere Angelegenheiten sowie Förderung der Zusammenarbeit und Freundschaft der beiden Länder

Als Vertragsdauer wurden in Artikel 6 dreißig Jahre festgelegt, mit einer automatischen Verlängerung um weitere fünf Jahre, falls nicht ein Jahr vor Ablauf der dreißig Jahre eine Seite den Vertrag kündigen würde.
Als weitere Punkte kamen hinzu:
- Komplette Rückübertragung aller Rechte an der Changchun-Eisenbahn an China, bevor ein Friedensvertrag mit Japan unterzeichnet werden würde, jedoch nicht später als 1952.
- Abzug der sowjetischen Einheiten aus Port Arthur bis zum Inkrafttreten des Friedensvertrages mit Japan, wobei die chinesische Seite die seit 1945 der Sowjetunion durch Baumaßnahmen und Instandhaltung entstandenen Kosten tragen würde. Eine gemischt besetzte Kommission mit rotierendem Vorsitz würde bis dahin die anfallenden Angelegenheiten der gemeinsam genutzten Basis regeln.
- Der Hafen Dalian würde an China rückübertragen werden.
- Ein fünfjähriges Darlehen der Sowjetunion an China zum Zinssatz von 1 % und in Höhe von rund 60 Mio. US-Dollar pro Jahr (300 Mio. US-Dollar über die Laufzeit) zur Beschleunigung der Instandsetzung der chinesischen Infrastruktur.
- Entsendung technischer Spezialisten und Berater durch die Sowjetunion zur Beschleunigung des Wiederaufbaus in China. Die Kosten für Lebenshaltung und Gehälter würde die chinesische Seite tragen.

## Betrachtung über die beidseitige Zurückstellung nationaler Interessen
Aus Sicht der Sowjetunion wurde der Vertrag vor allem durch die Aufgabe lange bestehender russischer und nachfolgend sowjetischer Interessen in Nordostchina erkauft. Man erhielt im Gegenzug einen potentiell starken Bündnispartner und konnte das Prestige unter den sozialistischen Ländern steigern. Stalin war sich allerdings selbst nicht sicher, ob er mit der Bevorzugung Maos nicht langfristig einem zweiten Tito zum Aufstieg verhelfen würde. Die Sowjetunion beschnitt auch die Kooperation in einigen Bereichen, so war den Staaten Osteuropas deutlicher mitgeteilt worden, dass die Sowjetunion ihnen unverzüglich jede in ihrer Macht stehende Hilfe beim Wiederaufbau leisten würde und die Behandlung sowjetischer Experten wurde auf Wunsch Stalins deutlich strikter festgeschrieben, als dies in Osteuropa der Fall war. Weiterhin würde China einstweilen keinen Zugang zu sowjetischen Atomgeheimnissen erhalten, die Einstellung der Sowjetunion dazu änderte sich erst nach dem Koreakrieg.
China musste die Unabhängigkeit der Mongolei, die die Nationalchinesen 1945 vertraglich zugesichert hatten, akzeptieren. Mao sah die sowjetischen Hilfszusagen als potentiell gefährlich für die Entwicklung der eigenen Ideologie, da dadurch ein gewisser sowjetischer Paternalismus gefördert werden könne und kein echtes Vertrauen zum Ausdruck kam. Die Bedingungen, die an die sowjetische Hilfe gekoppelt waren, empfand er als unhöflich. Stalin hatte die Lieferung der gesamten chinesischen Überschussproduktion strategisch wichtiger Güter wie Wolfram, Kupfer, Antimon und Kautschuk gefordert. Unter den gegebenen Umständen stellte dies aber für Mao keinen Hinderungsgrund dar.

## Folgen

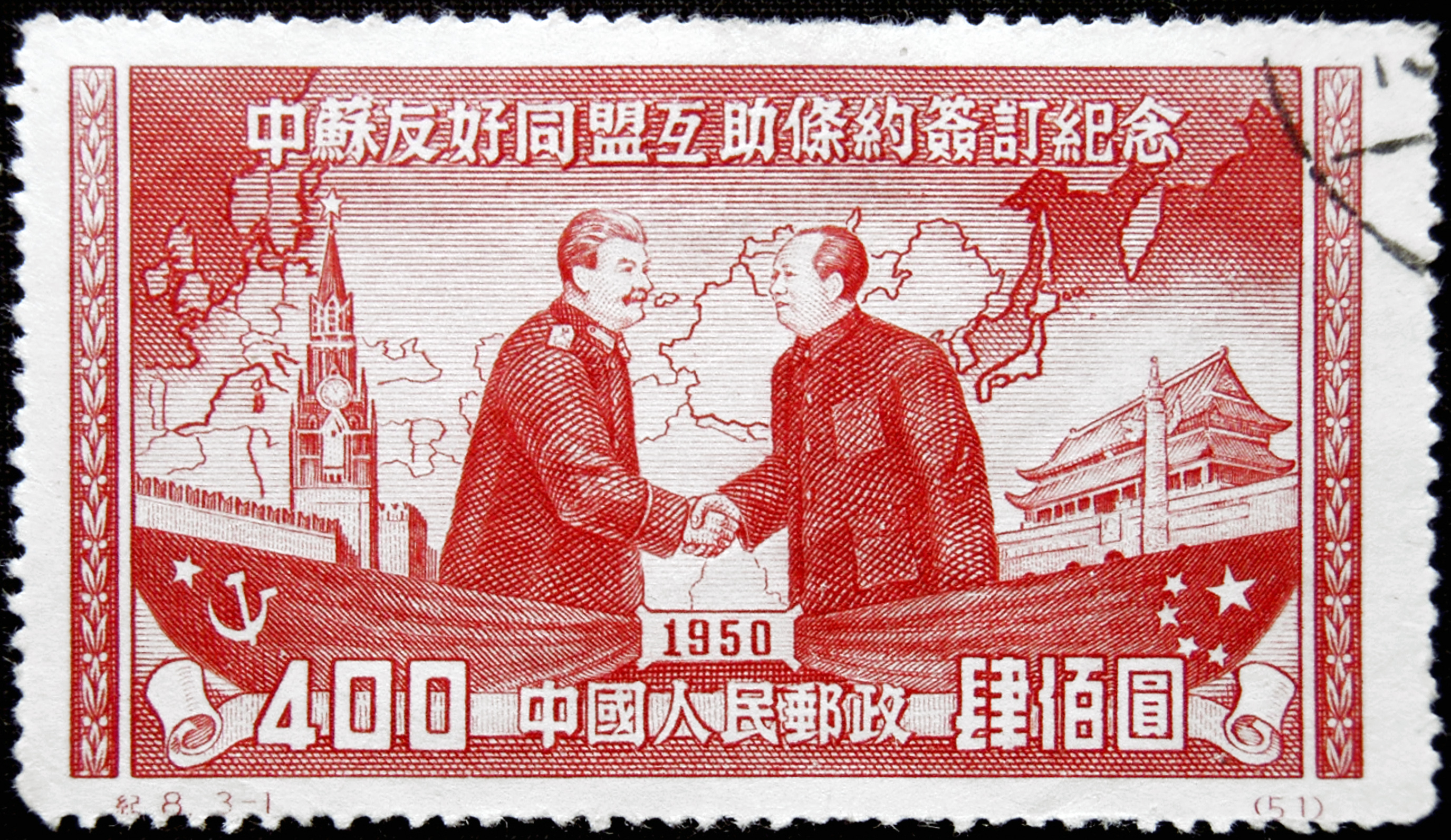
Chinesische Briefmarke aus Anlass des Vertrags von 1950

### Industrialisierung Chinas
Die sowjetischen Hilfsleistungen, die in den Jahren nach Abschluss des Vertrages erfolgten, spielten beim Wiederaufbau Chinas nach den Kriegszerstörungen und bei der Modernisierung der Wirtschaft eine tragende Rolle. Der Einsatz sowjetischer Experten beförderte einen Wissenstransfer und sicherte zugleich die Anlehnung Chinas an das sowjetische Modell einer Planwirtschaft und des Staatseigentums der Produktionsmittel. China, das nach wie vor Embargos und militärischen Drohungen seitens des Westens ausgesetzt war, erhielt zudem eine enorm wichtige moralische Unterstützung und Rückendeckung und gewann Ansehen im sozialistischen Lager. Besonders die direkt an die Sowjetunion angrenzenden Landesteile im Nordosten und Westen profitierten vom schnellen Wiederaufbau und den Modernisierungsmaßnahmen, während zu Zeiten der Qing-Dynastie und der Republik vor allem die südöstlichen Küstenregionen Zentren der Industrialisierung und des Handels gewesen waren. Diese Veränderungen trugen darüber hinaus auch zur weiteren Entwicklung des bis dahin eher kleinwirtschaftlich geprägten Hinterlandes bei.
Allerdings kamen diese positiven Entwicklungen auch mit einem Makel: Der Import des sowjetischen zentralistischen und rigide einem Plan folgenden Wirtschaftsmodells schloss andere mögliche Entwicklungspfade, auch marktwirtschaftliche, aus ideologischen Gründen als Anbiederung an den Westen aus. Dies förderte Fehlentwicklungen wie die Überbetonung der Schwerindustrie in den ersten chinesischen Fünfjahrplänen zu Lasten der Leicht- und Konsumgüterindustrie sowie Verschwendung und Ineffizienz als Folge von Fehlplanungen.

### Folgen für das internationale System
Einerseits hatte der Vertrag aus Sicht der unterzeichnenden Staaten positive Auswirkungen auf das internationale Mächtegleichgewicht zwischen dem sozialistischen und kapitalistischen Lager. Die Rolle der KPdSU-Führer als wohlmeinende „ältere Brüder“, die China auf dem Weg in die Modernität unterstützend zur Seite standen, erlangte eine gewisse Popularität in der chinesischen Öffentlichkeit und im politischen Diskurs. Auch das sozialistische Motto der internationalen Solidarität wurde bedient. Der Vertrag trug somit zur Konsolidierung und zur Legitimierung der Herrschaft der KPCh bei. In internationaler Hinsicht bestanden Parallelen zum amerikanischen Marshall-Plan und zum Point-IV-Programm von US-Präsident Truman. Darin kam eine Intensivierung des Wettlauf um Einflusssphären im Kontext des beginnenden Kalten Krieges zum Ausdruck. Der Sowjetunion gelang mit dem Vertrag ein Coup, indem ein großer Teil Asiens wenn nicht in der direkten eigenen Einflusssphäre, so doch unter der Kontrolle eines befreundeten kommunistischen Regimes stand, das als Erweiterung der eigenen Herrschaft in bis dahin unzugängliche Regionen fungierte.
Andererseits kam es im diplomatischen Austausch zwischen beiden Ländern auch zu gewissen Irritationen und Verstimmungen aufgrund der unterschiedlichen ideologischen Interpretationen. Die chinesischen Führer beriefen sich gern auf ihre Vorstellungen von der „Sinisierung des Marxismus“ mit einer starken Betonung des bäuerlichen Elements gegenüber der orthodox-marxistisch-leninistischen Lehre von der gutausgebildeten Arbeiterklasse als Avantgarde der Revolution. Diese unterschiedlichen Sichtweisen trugen bereits die Saat des späteren Zerwürfnisses in sich. Nach Austin Jersild, dem Autor von The Sino-Soviet Alliance: An International History, trugen eine Wahrnehmung des sowjetischen Beraterprogramms als paternalistisch und die fehlende Anpassungsfähigkeit der in China tätigen sowjetischen Experten an die chinesische Denkweise zum Aufkommen einer ablehnenden Stimmung in der chinesischen Bevölkerung bei. Nach dieser Sichtweise unterschied die sowjetische Beteiligung am Wiederaufbau sich nur wenig vom früheren Imperialismus der Großmächte.

## Auslaufen des Vertrages
Die Volksrepublik China setzte die Regierung der Sowjetunion im April 1979 in Kenntnis, dass sie den Vertrag nicht verlängern würde. Die chinesische Seite war neben anderen Gründen darüber verärgert, dass nach wie vor sowjetische Truppen in der Mongolei standen und dass die Sowjetunion im Sommer 1978 einen Vertrag über Freundschaft und Zusammenarbeit mit Vietnam unterzeichnet hatte, mit dem die Volksrepublik China Anfang 1979 einen einmonatigen Krieg geführt hatte. Unter Deng Xiaoping verfolgte die Volksrepublik eine Politik der stärkeren Annäherung an den Westen.